# Тодор Гатев
Д-р Тодор Гатев е български политик от Народнолибералната партия, председател на Народното събрание през 1904 – 1905 година и министър на обществените сгради, пътищата и съобщенията през 1905 година.

## Биография

### Ранен живот и революционен комитет и затвор
Мястото и датата на раждане на Тодор Гатев не са известни. Взема активно в участие подготовката на Съединението на Княжество България с Източна Румелия като член на Българския таен централен революционен комитет, за което е арестуван за кратко през пролетта на 1885 година. Работи като адвокат в Пловдив и известно време е съдружник на Никола Генадиев, с когото по-късно стават врагове.

### Политическа кариера
От 1889 година Гатев участва активно в Народнолибералната партия (стамболовисти). Избиране е неколкократно за народен представител и е подпредседател (1903 – 1904) и председател (1904 – 1905) на XIII обикновено народно събрание. През 1905 година е назначен за министър на обществените сгради, пътищата и съобщенията във второто правителство на Рачо Петров.